# Новая Тахтала
 Новая Тахтала  (чув. Çĕнĕ Тăхтал) — опустевшая деревня в Алькеевском районе Татарстана. Входит в состав Старосалмановского сельского поселения.

## География
Находится в южной части Татарстана на расстоянии приблизительно 18 км по прямой на запад от районного центра села Базарные Матаки.

## История
Основана была в XVIII веке.

## Население
Постоянных жителей было: в 1859—271, в 1897—356, в 1908—411, в 1920—427, в 1926—256, в 1938—205, в 1949—258, в 1958—207, в 1970—229, в 1979—157, в 1989 — 44, в 2002 − 10 (русские 30 %, чуваши 70 %), 0 в 2010.